# Lista över politiska partier i Georgien
Det här är en lista över politiska partier i Georgien. Listan är uppdelad i tre delar efter stora partier, parlamentspartier och övriga partier.
Georgien har ett flerpartisystem, med för närvarande endast ett statsbärande parti.

## Partierna

### Stora partier
| Parti                                                            | Georgiskt namn                                                                    | Partiledare                                         |
| ---------------------------------------------------------------- | --------------------------------------------------------------------------------- | --------------------------------------------------- |
| Enade Nationella Rörelsen                                        | Ertiani Nazionaluri Modzoarba                                                     | Micheil Saakasjvili                                 |
| Demokratiska Rörelsen - Förenade Georgien                        | Demokratiuli Modzoarba — Ertiani Sakartvelos                                      | Nino Burdzjanadze                                   |
| Högeroppositionen; *Nya Högern **Industrin kommer rädda Georgien | Memarjvene Opozicia *Achali Memarjveneebi **Mretsveloba Gadaarchens Sak'art'velos | David Gamkrelidze *David Gamkrelidze **Gogi Topadze |
| Georgiens Väg                                                    | Sak'art'velos gza                                                                 | Salomé Zurabisjvili                                 |
| Nationellt Forum                                                 | Erovnuli forumi                                                                   | Kachaber Sjartava                                   |

### Parlamentspartier
| Parti                         | Georgiskt namn                     | Partiledare       |
| ----------------------------- | ---------------------------------- | ----------------- |
| Georgiens konservativa parti  | sak’art’velos konservatiuli partia | Zviad Dzidziguri  |
| Georgiens republikanska parti | sak’art’velos respublikuri partia  | Davit Usupasjvili |

### Övriga partier
| Parti                                                                                 | Georgiskt namn                                                     | Partiledare                            |
| ------------------------------------------------------------------------------------- | ------------------------------------------------------------------ | -------------------------------------- |
| Demokratisk union för återuppväckelse                                                 | Demokratiuli Aghordzinebis Pavshiri                                | Aslan Abasjidze                        |
| Georgiska arbetarpartiet                                                              | Sakartvelos Leoboristuli Partia                                    | Sjalva Natelasjvili                    |
| Frihetsrörelsen                                                                       | Tavisupleba                                                        | Konstantin Gamsachurdia                |
| Rörelsen för ett enat Georgien; *Nationaldemokraterna **Georgiens intellektuella liga | Modzoarba ertiani sakartvelostvias *Erovnul Demokratiuli Partia ** | Irakli Okruasjvili *Batjuvi Kardava ** |
| Miljöpartiet                                                                          | Sakartvelo's mtsvaneta partia                                      | Gia Gatjetjiladze                      |
| Folkfronten                                                                           |                                                                    | Nodar Natadze                          |
| Georgiens enade kommunistiska parti                                                   | Sakartvelos Ertiani Komunisturi Partia                             | Panteleimon Giorgadze                  |
| Georgiens nya kommunistiska parti                                                     | Sakartvelos Achali Komunisturi Partia                              |                                        |